# Observatorio Fred Lawrence Whipple
El Observatorio Fred Lawrence Whipple es un observatorio astronómico estadounidense y operado por el Observatorio Astrofísico Smithsoniano (SAO); Es su instalación de campo más grande fuera de su sitio principal en Cambridge, Massachusetts. Se encuentra cerca de Amado, Arizona, en las laderas del Monte Hopkins.
Las actividades de investigación incluyen imágenes y espectroscopía de cuerpos extragalácticos, estelares y planetarios, así como astronomía de rayos gamma y de rayos cósmicos.

## Equipamiento

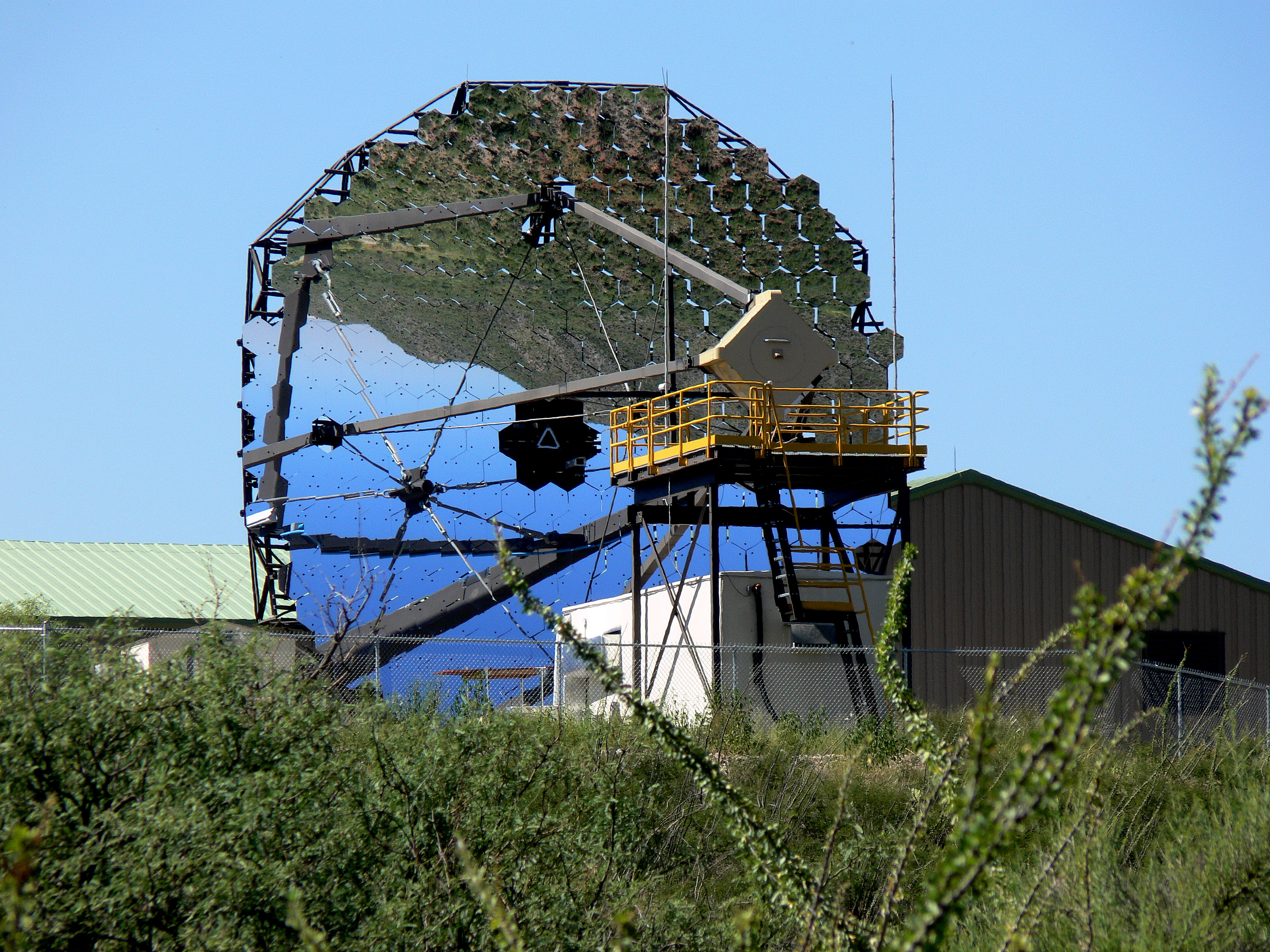
Espejos encima de uno de los detectores VERITAS

El Observatorio Whipple alberga el Observatorio MMT, que es administrado conjuntamente por la SAO y la Universidad de Arizona y alberga un telescopio de 6,5 metros. El observatorio también cuenta con reflectores de 1,5 y 1,2 metros y un segundo reflector de 1,3 metros denominado PAIRITEL (Telescopio Automatizado de Imágenes IR de Peters, ex-2MASS). También se encuentra en el sitio la red HATNet (Telescopio Automático Hecho en Hungría), el Proyecto MEarth y cuatro telescopios de 0,7 metros del MINERVA (Miniature Exoplanat Radial Velocity Array).
El observatorio es conocido por su trabajo pionero en la astronomía de rayos gamma en tierra a través del desarrollo de la Técnica de Cherenkov Atmosférica de Imágenes (IACT) con el Telescopio Whipple de 10 metros durante los primeros años ochenta. El Whipple de 10 metros se está preparando para ser desmantelado después de cuarenta años de servicio.
En abril de 2007, VERITAS (un sistema de 4 telescopios IACT con reflectores de 12 metros) comenzó operaciones completas en el basecamp FLWO. Posteriormente, en septiembre de 2009, después de un esfuerzo de 4 meses, uno de los telescopios se movió a una nueva posición, haciendo que la matriz simétrica y aumentando su sensibilidad.